# 泰國棒球代表隊
泰國棒球代表隊是泰國出賽的國家棒球代表隊。他們參加過許多國際性賽事，包括東南亞運動會、亞洲運動會棒球比賽、世界盃棒球賽。

## 簡介
泰國僅有「泰國業餘棒球協會」（ABAT）的組織，並無職業棒球隊，也無球員在其他國家的職業球隊發展，因此泰國隊在國際賽的實力並不突出。
但其在亞洲盃棒球賽則是排名第二的國家，僅次於巴基斯坦。
然而在2013年世界棒球經典賽資格賽徵招到美泰混血的大聯盟球星強尼·戴蒙效力。

## 戰績

### 歷屆東南亞運動會成績
- 2005年－亞軍
- 2007年－冠軍
- 2011年－季軍
- 2019年－

### 歷屆亞運成績
- 1994年－第五名
- 1998年－第六名
- 2006年－第五名
- 2010年－第五名
- 2014年－第六名
- 2018年－第八名

### 歷屆亞洲盃棒球賽成績
- 1995年－亞軍
- 1997年－冠軍
- 2001年－季軍
- 2002年－季軍
- 2004年－冠軍
- 2006年－季軍
- 2009年－第五名
- 2010年－季軍
- 2012年－亞軍（東區）
- 2015年－第五名（東區）
- 2018年－亞軍（東區）

### 歷屆亞洲棒球錦標賽成績
- 1995年－第六名
- 1997年－第六名
- 1999年－第六名
- 2005年－第六名
- 2007年－第五名
- 2009年－第六名